# Objeto
Objeto (AO 1945: Objecto) (latim: obiectum, significa atirado adiante) é, segundo a etimologia da palavra, o que é posto diante. O correspondente alemão, Gegenstand,  apresenta a mesma significação: "o que está diante, em frente". Desta forma, a terminologia filosófica rigorosa percebe "uma relação com alguém, em face de quem o objeto se encontra" e não  "como simples sinônimo de coisa".

## Sentido lato
Em sentido lato, objeto é o "fim do ato", da faculdade ou atitude psíquica -  seja atitude duradoura, seja ato por hábito, seja da ciência. É assim, explica De Vries, que se torna objeto o que recebe o sabor do fato, sendo conhecido.
A filosofia escolástica distingue  objeto material e formal.
- O objeto material seria um ente material palpável ao qual se dirige o sujeito. Ou, o que existe em si mesmo com todas as suas notas (que são as propriedades cognoscíveis e que se manifestam).[2]
- O objeto formal seria o aspecto comum de uma faculdade, ciência ou virtude  que seja apreendido explicita ou implicitamente, um aspecto especial (formal), em um todo considerado.

## Sentido restrito
No sentido restrito é qualquer coisa conhecida ou querida, mas unicamente aquilo que está diante do sujeito com independência deste e ao qual este deve se amoldar.
Em outro sentido, não objetivo seria o que pertence ao eu, seja na condição de sujeito e de pessoa. O não objetivo, por intermédio "unicamente da realização de seus atos", "co-relacionados em seus atos intencionais", e tendo como instrumento a percepção, direcionam-se restritivamente ao ente material.
Um outro conceito restrito seria um puro e desinteressado afã de conhecer. O que não deve ser confundido, com isso, o objeto do conteúdo. Objeto transcende o pensamento, é o produto do pensamento, entendido. Assim, dado nem sempre coincide com objeto.

## Ens rationis
Levando em consideração que ente de razão, é existente somente como conteúdo do pensamento, nunca independente do pensamento. Nesse contexto, objeto pode ser também definido como ente de razão, somente recebendo o nome de ente, no sentido impróprio, e no mesmo contexto, se for concebido de um modo específico.